# Wojna popia
Wojna popia, znana również jako wojna klesza lub wojna księża (niem. Pfaffenkrieg) – konflikt militarny na Warmii w latach 1478-1479.

## Przyczyny

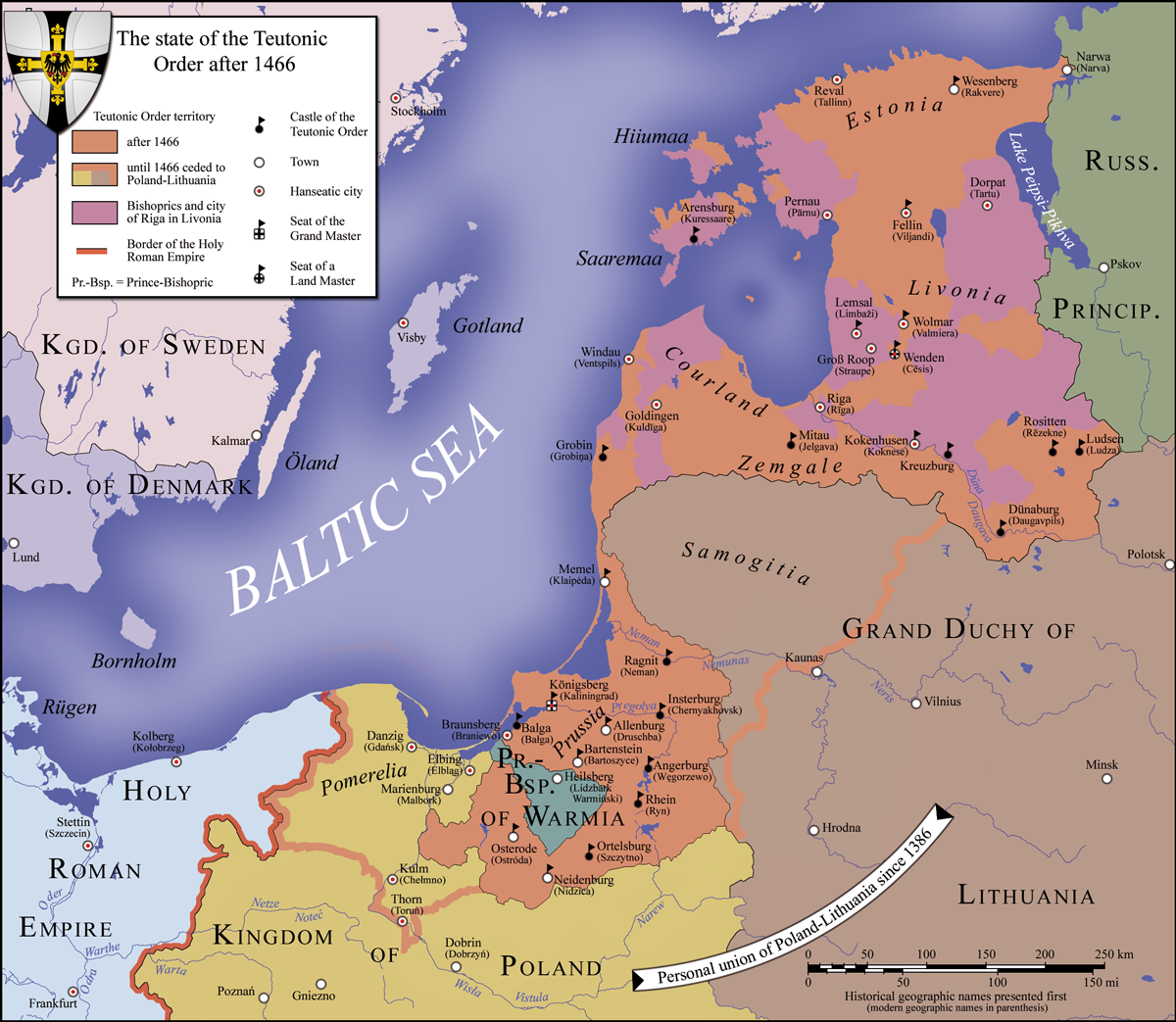
Warmia i państwo zakonu krzyżackiego w 1466 roku

W roku 1466 w wyniku II pokoju toruńskiego Warmia została włączona jako część Prus Królewskich do Korony.
Król Polski miał prawo zatwierdzania wybieranego przez kapitułę warmińską biskupa warmińskiego. Po nagłej śmierci nieprzychylnego zakonowi biskupa warmińskiego Pawła Legendorfa, kapituła warmińska powołała na jego miejsce urzędnika kancelarii papieskiej rodem z Warmii Mikołaja Tungena, co stało się przyczyną długotrwałych sporów. Powodem sporu było to, że Tungen był związany z papiestwem, którego polityka w wielu punktach kolidowała z polityką polską, oraz że był to dla króla człowiek obcy. W związku z tym polski władca chciał powierzyć biskupstwo warmińskie swemu zaufanemu biskupowi chełmińskiemu Wincentemu Kiełbasie, jednak papież Paweł II zatwierdził w 1468 wybór Tungena przez kapitułę warmińską.

## Sytuacja polityczna
Mikołaj Tungen odczekał kilka lat w Rzymie, po czym przybył na Warmię w przebraniu mnicha w lecie 1470 roku. Nie zdołał w niej początkowo osiąść, więc zbiegł do Rygi. W 1471 roku papieżem został Sykstus IV, w związku z tym król Kazimierz, nie mogąc uzyskać nominacji papieskiej dla biskupa Kiełbasy, skutecznie przeforsował nowego kandydata na biskupstwo warmińskie w osobie podkanclerzego koronnego Andrzeja Oporowskiego, a Tungen dostał biskupstwo kamieńskie. To postępowanie wzbudziło jednak opór stanów pruskich, dla których Oporowski był człowiekiem obcym, w przeciwieństwie do lubianego Wincentego Kiełbasy. W tym samym roku królewicz Kazimierz poniósł porażkę w staraniach o koronę Węgier, co postanowił wykorzystać Tungen i wspierające go stany pruskie.
W maju 1472 roku Mikołaj Tungen przybył po raz drugi na Warmię i wykorzystując poparcie zakonu krzyżackiego zajął większą część Warmii z Braniewem z wyjątkiem Lidzbarka Warmińskiego i Jezioran, które przeszły w jego ręce dopiero w 1474 roku. Następnie wziął go pod opiekę król Węgier Maciej Korwin, który był w konflikcie z królem Kazimierzem na tle starań jego syna o koronę węgierską i w związku z tym w 1474 roku najechał Małopolskę i spalił m.in. Rożnów, Duklę, Żmigród, Sobień, Dębowiec, Jasło oraz Pilzno. Ośmielony tymi wydarzeniami wielki mistrz Henryk von Richtenberg w listopadzie 1476 roku odmówił królowi pomocy zbrojnej przeciwko biskupowi Tungenowi oraz dodatkowo wszedł z nim w jawny sojusz skierowany przeciwko Polsce. Król przygotował się na taką okoliczność politycznie, dokonując kilku posunięć, które spowodowały, że silniej związały się z nim stany pruskie. Król zniósł w 1476 roku prawo lenne w Prusach i wprowadził zamiast niego prawo chełmińskie, czyli dziedziczne. Natomiast rok później udzielił także potwierdzenia starych i nowych przywilejów. Zrezygnował także z kandydatury Andrzeja Oporowskiego. Dzięki temu wyznaczony przez króla nowy gubernator Prus biskup kujawski Zbigniew Oleśnicki odebrał przysięgę wierności od pruskich poddanych. W lutym 1477 roku nad zakonem objął protektorat Maciej Korwin i przyrzekł poparcie na wypadek wojny z Polską. Wielki mistrz chciał do koalicji wciągnąć także Gdańsk, który jednak odmówił mu poparcia.

## Działania zbrojne

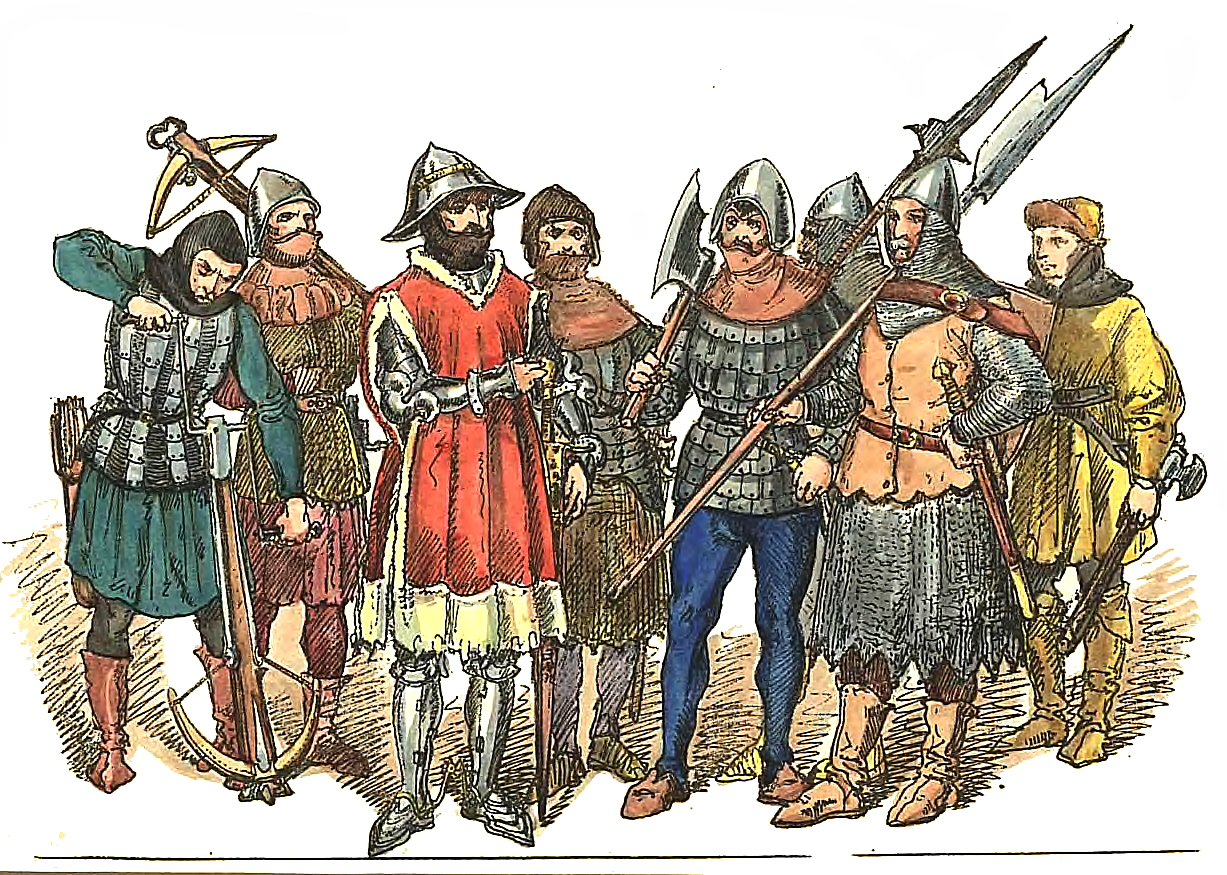
Piechurzy polscy 1447-1492

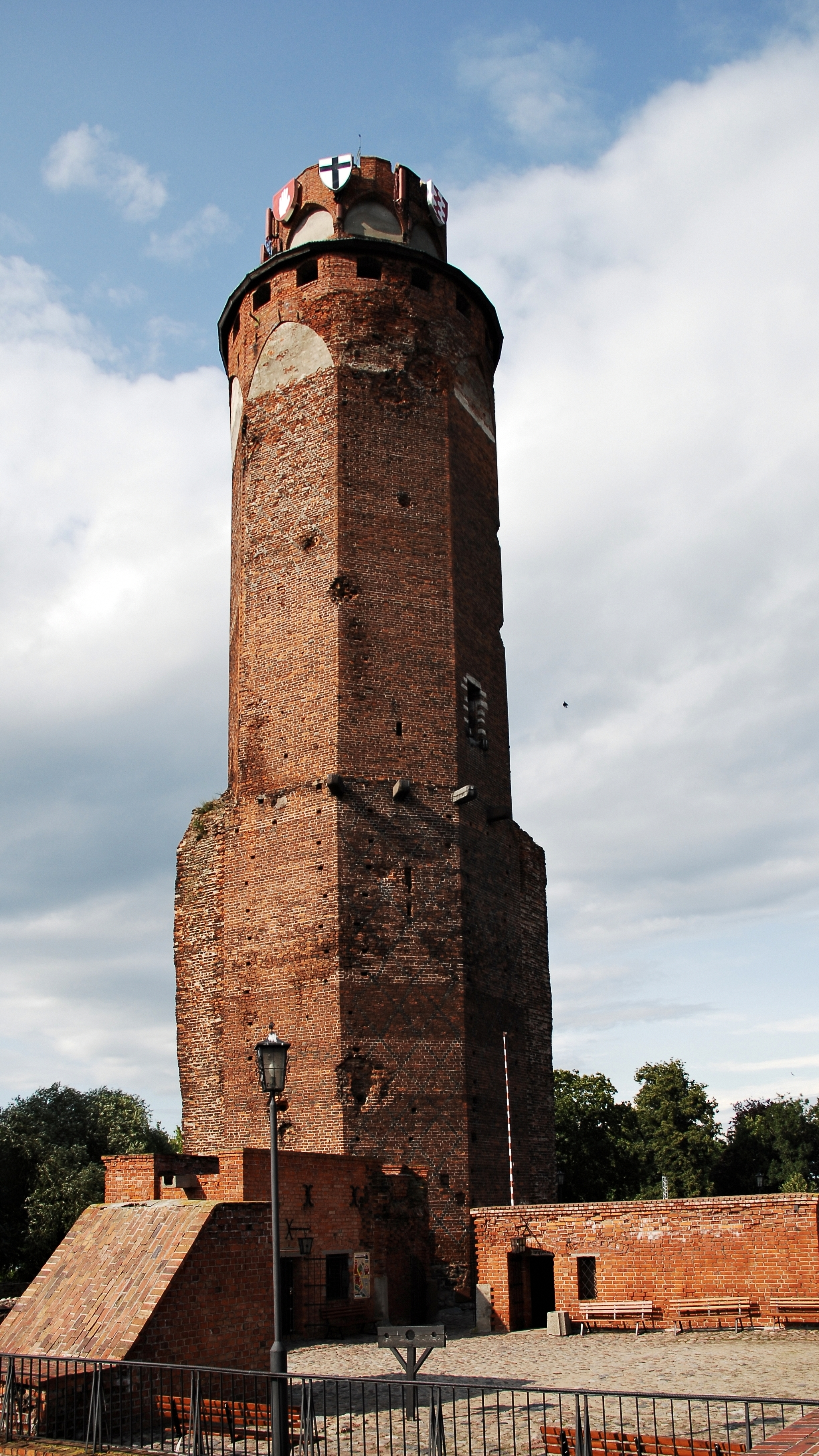
Wieża zamku w Brodnicy

W 1477 roku nowo obrany wielki mistrz Martin Truchsess odmówił złożenia królowi Polski przysięgi wierności, odnowił przymierze z Węgrami i w czerwcu 1478 roku rozpoczął działania wojenne, zajmując zamki Starogród Chełmiński, Chełmno, Brodnicę oraz Kwidzyn znajdujący się pod zarządem biskupa Kiełbasy. Było to jawne wystąpienie przeciwko Królestwu Polskiemu mające na celu zrewidowanie zasad pokoju toruńskiego. W tej sytuacji we wrześniu 1478 król Kazimierz IV wypowiedział wojnę Tungenowi i rozpoczął interwencję zbrojną. Wojska królewskie pod dowództwem Jana Białego, syna starosty malborskiego Piotra Dunina, uderzyły na biskupstwo pomezańskie i biskupstwo warmińskie, pustosząc Pomezanię i zajmując takie miasta jak Orneta, Pieniężno, Frombork, Jeziorany. Natomiast Piotr Dunin odzyskał broniony przez Krzyżaków Kwidzyn. Krzyżacy chcieli przyjść z pomocą swemu sojusznikowi z Warmii, ale spotkali się z oporem stanów pruskich, które uznały, że korzystniejsze będzie dla nich przestrzeganie warunków traktatu toruńskiego, w związku z czym pospolite ruszenie rozeszło się do domów. Krzyżacy mogli więc wysłać na odsiecz biskupiemu Lidzbarkowi tylko 150 koni, lecz Tungen w tej sytuacji musiał uciekać do Królewca. 2 kwietnia 1479 król Kazimierz Jagiellończyk i Maciej Korwin zawarli w Budzie porozumienie, co osłabiło polityczną pozycję biskupa warmińskiego. Po zajęciu przez wojska polskie Warmii, biskup musiał udać się wraz z wielkim mistrzem do Piotrkowa Trybunalskiego, gdzie ukorzył się przed królem. Porozumienie zawarte 15 lipca 1479 roku w Piotrkowie przywróciło zwierzchność króla Polski wobec Warmii, nałożyło na biskupa obowiązek składania przysięgi wierności królowi. Zobowiązano także kapitułę, aby wybierając nowego biskupa kierowała się zasadą, że ma to być „osoba miła królowi”.

## Skutki
Na mocy tego porozumienia biskup Tungen złożył hołd i przyjęto go do grona polskich senatorów. Za porażkę Kazimierza IV można jednak uznać to, że nie udało mu się wprowadzić zasady, którą narzucił przy mianowaniu biskupów w Koronie. Było jednak to ustępstwo niezbędne dla utrzymania spokoju w Prusach. Przegrana biskupa warmińskiego sprawiła, że również wielki mistrz krzyżacki został zmuszony do zawarcia porozumienia z Polską i 9 maja 1479 roku złożył hołd królowi w Nowym Korczynie. Aż do 1497 roku zakon wypełniał wszystkie wynikające z traktatu toruńskiego zobowiązania wobec Polski. Konflikt króla z biskupem warmińskim został nazwany wojną popią.
Innym efektem wojny popiej było nieudzielenie w 1480 roku wsparcia wojskowego Ahmedowi-chanowi w czasie jego ataku na Wielkie Księstwo Moskiewskie. Doprowadziło to do stanięcia nad Ugrą, które jest przyjmowane za symboliczny kres panowania mongolskiego nad Rusią.